# Salvador Sobral
Salvador Vilar Braamcamp Sobral, född 28 december 1989 i Lissabon, är en portugisisk sångare och före detta psykologistudent. Han vann Eurovision Song Contest 2017 med låten "Amar pelos dois" som hans syster Luísa Sobral skrivit.